# Büsumer Deichhausen
Büsumer Deichhausen (tên cũ "Dykhusen") là một đô thị ở Amt ("đô thị chung") Büsum-Wesselburen thuộc huyện Dithmarschen trong bang Schleswig-Holstein, nước Đức. Đô thị Büsumer Deichhausen có diện tích 2,87 km², dân số thời điểm 31 tháng 12 năm 2006 là 345 người.
Büsumer Deichhausen nằm bên bờ Biển Bắc, về phía đông của Büsum.